# ورزشگاه عضدی رشت
ورزشگاه شهید دکتر حسن عضدی یک ورزشگاه چند منظوره است که در یکی از نقاط مرکزی شهر رشت به نام خیابان جهان‌پهلوان نامجو واقع شده است. ورزشگاه شهید عضدی ظرفیت حدود ۱۵۰۰۰ نفر را دارد و به عنوان محل برگزاری مسابقات فوتبال، به ویژه بازی‌های خانگی تیم‌های سپیدرود رشت و داماش گیلان شناخته می‌شود. این ورزشگاه همچنین میزبان رویدادهای ورزشی دیگر نیز بوده است. با وجود ورزشگاه سردار جنگل، فوتبال دوستان شهر رشت همچنان ورزشگاه شهید حسن عضدی را به دلیل قدمت، موقعیت جغرافیایی، دسترسی و سهولت حمل‌و‌نقل به عنوان ورزشگاه اصلی این شهر می‌شناسند.
در سال‌های اخیر، تلاش‌هایی برای بهبود و نوسازی این ورزشگاه انجام گرفته است تا امکانات بهتری برای تماشاگران و ورزشکاران فراهم شود. با وجود اینکه این ورزشگاه بین سال‌های ۱۳۸۸ تا ۱۳۹۰ مورد بازسازی کلی قرار گرفت اما در سال ۱۳۹۶ به دلیل مسائل ایمنی سکوهای روبرو این ورزشگاه تخریب شد تا دوباره مورد بازسازی قرار بگیرد. پس از گذشت ۶ سال، در سال ۱۴۰۲، فاز اول بازسازی این استادیوم با حضور مهدی تاج رییس وقت فدراسیون فوتبال افتتاح شد. از جمله امکاناتی‌که بعد از تکمیل فاز اول عملیات بازسازی این ورزشگاه به آن اضافه شد، می‌توان به کاشت چمن طبیعی و نصب سیستم زهکشی و آبیاری چمن اشاره کرد. این ورزشگاه با تکمیل سکو‌ها و افتتاح فازهای بعدی مسقف خواهد شد.

### گنجایش
گنجایش ورزشگاه عضدی ۱۵٬۰۰۰ نفر است ولی در حالت فشرده تا ۲۰٬۰۰۰ نفر را می‌تواند در خود جای دهد.

### روکش چمن
ورزشگاه دکتر عضدی رشت دارای چمن با روکش طبیعی است.

### روشنایی
روشنایی زمین و ورزشگاه توسط ۴ عدد برج که در شمال غربی، شمال شرقی، جنوب غربی و جنوب شرقی ورزشگاه قرار دارند تأمین می‌شود که سطح نوری برابر ۱۴۰۰ لوکس در سطح زمین تولید می‌کنند که این مقدار ۲۰۰ لوکس فراتر از استاندارد AFC است.

### صوتی
سیستم صوتی ورزشگاه غیرمتمرکز و برای هر جایگاه ورزشگاه از تعدادی بلندگو در جهت‌های مختلف استفاده شده است.

### ارتباطی
- اتاق کنفرانس مطبوعاتی
- اتاق خبرنگاران مجهز
- دسترسی به اینترنت پرسرعت بی‌سیم ویژه رسانه‌ها
- جایگاه تصویربرداری حرفه‌ای از بازیها مجهز به آسانسور ویژه تصویر برداران

### نمایشگر
نمایشگر یا اسکوربرد ورزشگاه در ابتدا به صورت متنی و تک‌رنگ بود اما پس بازسازی در سال ۱۳۸۸ به صورت یک نمایشگر رنگی درآمد.

### امکانات رفاهی، تشریفاتی
- جایگاه VIP به صورت مبلمان
- رختکن‌های میهمان و میزبان به صورت مدرن و مبلمان
- کولر اسپیلت جهت سرمایش و گرمایش اتاق‌ها و رختکن‌ها
- اتاق ویژه داوران
- اتاق تست دوپینگ
- دو دستگاه آبسردکن مجهز به سیستم تصفیه آب ویژه تماشاگران
- دو مجموعه سرویس‌های بهداشتی شامل بر ۲۴ چشمه دستشویی ویژه تماشاگران
- دارای سنسور باران
- دارای سیستم زهکشی چمن

### امکانات فنی
- اتاق امنیت و کنترل که در این اتاق کنترل سیستم اسکوربورد، کنترل سیستم‌های صوتی، تصویری و کنترل سیستم برق ورزشگاه را زیر نظر خواهد داشت.
- دوربین‌های مدار بسته
- سیستم آبیاری چمن